# Liste des chapelles de la Corse-du-Sud
La liste des chapelles de la Corse-du-Sud présente les chapelles de culte catholique situées sur le territoire des communes du département français de la Corse-du-Sud. Il est fait état des diverses protections dont elles peuvent bénéficier, et notamment les inscriptions et classements au titre des monuments historiques.
Toutes sont situées dans le diocèse d'Ajaccio.

## Liste
| Chapelle                                                                   | Commune                 | Adresse | Coordonnées                      | Notice         | Protection | Date | Illustration                                                               |
| -------------------------------------------------------------------------- | ----------------------- | ------- | -------------------------------- | -------------- | ---------- | ---- | -------------------------------------------------------------------------- |
| Chapelle impériale d'Ajaccio                                               | Ajaccio                 |         | 41° 55′ 18″ nord, 8° 44′ 18″ est | « PA00099060 » | Classé MH  | 1924 | Chapelle impériale d'Ajaccio                                               |
| Chapelle des Grecs                                                         | Ajaccio                 |         | 41° 54′ 32″ nord, 8° 43′ 09″ est | « PA00099059 » | Inscrit MH | 1927 | Chapelle des Grecs                                                         |
| Chapelle Saint-Érasme d'Ajaccio                                            | Ajaccio                 |         | 41° 55′ 00″ nord, 8° 44′ 19″ est | « PA00099061 » | Classé MH  | 1993 | Chapelle Saint-Érasme d'Ajaccio                                            |
| Oratoire Saint-Jean-Baptiste d'Ajaccio                                     | Ajaccio                 |         | 41° 55′ 04″ nord, 8° 44′ 18″ est | « PA00099068 » | Inscrit MH | 1985 | Oratoire Saint-Jean-Baptiste d'Ajaccio                                     |
| Baptistère Saint-Jean d'Ajaccio                                            | Ajaccio                 |         | 41° 55′ 44″ nord, 8° 44′ 17″ est | PA2A000004     | Classé MH  | 2013 | Image manquante Téléverser                                                 |
| Chapelle Saint-Joseph d'Ajaccio                                            | Ajaccio                 |         | 41° 33′ 19″ nord, 8° 27′ 09″ est |                |            |      | Chapelle Saint-Joseph d'Ajaccio                                            |
| Chapelle San-Ruchellu d'Ajaccio                                            | Ajaccio                 |         | 41° 55′ 18″ nord, 8° 44′ 17″ est |                |            |      | Chapelle San-Ruchellu d'Ajaccio                                            |
| Chapelle Saint-Antoine d'Ajaccio                                           | Ajaccio                 |         | 41° 54′ 08″ nord, 8° 37′ 10″ est |                |            |      | Image manquante Téléverser                                                 |
| Chapelle du Foyer Notre-Dame                                               | Ajaccio                 |         | 41° 33′ 38″ nord, 8° 27′ 03″ est |                |            |      | Chapelle du Foyer Notre-Dame                                               |
| Chapelle funéraire Pozzo di Borgo                                          | Ajaccio                 |         | 41° 57′ 32″ nord, 8° 43′ 00″ est | PA2A000009     | Inscrit MH | 2012 | Image manquante Téléverser                                                 |
| Chapelle Saint-Cyr dite San-Chirgu d'Appietto                              | Appietto                |         | 42° 00′ 37″ nord, 8° 46′ 05″ est |                |            |      | Image manquante Téléverser                                                 |
| Chapelle de San-Roch Appietto                                              | Appietto                |         | 42° 00′ 41″ nord, 8° 45′ 48″ est |                |            |      | Image manquante Téléverser                                                 |
| Chapelle San Sisto d'Appietto                                              | Appietto                |         | à géolocaliser                   |                |            |      | Chapelle San Sisto d'Appietto                                              |
| Chapelle Sant'Antiochu d'Aullène                                           | Aullène                 |         | à géolocaliser                   |                |            |      | Image manquante Téléverser                                                 |
| Chapelle San Salvadore d'Azilone-Ampaza                                    | Azilone-Ampaza          |         | à géolocaliser                   |                |            |      | Image manquante Téléverser                                                 |
| Chapelle d'Ampaza                                                          | Azilone-Ampaza          |         | à géolocaliser                   |                |            |      | Image manquante Téléverser                                                 |
| Chapelle L'Anunziata de Dominicacci                                        | Bastelica               |         | 42° 00′ 12″ nord, 9° 03′ 16″ est |                |            |      | Chapelle L'Anunziata de Dominicacci                                        |
| Chapelle Saint-Laurent de Belvédère                                        | Belvédère-Campomoro     |         | 41° 38′ 01″ nord, 8° 51′ 06″ est |                |            |      | Image manquante Téléverser                                                 |
| Chapelle de Bilia                                                          | Bilia                   |         | 41° 37′ 33″ nord, 8° 54′ 33″ est |                |            |      | Image manquante Téléverser                                                 |
| Chapelle Sainte-Réparata de Bonifacio                                      | Bonifacio               |         | 41° 24′ 52″ nord, 9° 09′ 40″ est |                |            |      | Chapelle Sainte-Réparata de Bonifacio                                      |
| Chapelle Notre-Dame-du-Mont-Carmel du cimetière de Furcone de îles Lavezzi | Bonifacio               |         | 41° 20′ 18″ nord, 9° 15′ 27″ est |                |            |      | Chapelle Notre-Dame-du-Mont-Carmel du cimetière de Furcone de îles Lavezzi |
| Chapelle Saint-Roch de Bonifacio                                           | Bonifacio               |         | 41° 23′ 13″ nord, 9° 09′ 38″ est |                |            |      | Chapelle Saint-Roch de Bonifacio                                           |
| Chapelle Sainte-Croix de Bonifacio                                         | Bonifacio               |         | 41° 23′ 13″ nord, 9° 09′ 26″ est |                |            |      | Chapelle Sainte-Croix de Bonifacio                                         |
| Chapelle Saint-Nicolas de Calcatoggio                                      | Calcatoggio             |         | 42° 01′ 47″ nord, 8° 45′ 40″ est |                |            |      | Image manquante Téléverser                                                 |
| Chapelle Saint-Sébastien dite San-Bastiano de Bocca San-Bastiano           | Calcatoggio             |         | 42° 01′ 20″ nord, 8° 44′ 04″ est |                |            |      | Chapelle Saint-Sébastien dite San-Bastiano de Bocca San-Bastiano           |
| Chapelle funéraire de la famille Sampolo de Gentile                        | Calcatoggio             |         | 42° 02′ 03″ nord, 8° 45′ 44″ est | IA2A001652     |            |      | Image manquante Téléverser                                                 |
| Chapelle Saint-Érasme de Cargèse                                           | Cargèse                 |         | 42° 08′ 01″ nord, 8° 35′ 42″ est |                |            |      | Image manquante Téléverser                                                 |
| Chapelle Saint-Jean-Baptiste de Lozzi                                      | Cargèse                 |         | 42° 09′ 36″ nord, 8° 36′ 54″ est | IA2A000117     |            |      | Chapelle Saint-Jean-Baptiste de Lozzi                                      |
| Chapelle Sainte-Marie de Paomia                                            | Cargèse                 |         | à géolocaliser                   |                |            |      | Chapelle Sainte-Marie de Paomia                                            |
| Chapelle Saint-Jean-Baptiste de Cauro                                      | Cauro                   |         | à géolocaliser                   |                |            |      | Image manquante Téléverser                                                 |
| Chapelle Sainte-Annunciate de Casanova                                     | Coggia                  |         | 42° 07′ 28″ nord, 8° 45′ 27″ est |                |            |      | Image manquante Téléverser                                                 |
| Chapelle Sainte-Reparate de Cérasa                                         | Coggia                  |         | 42° 07′ 39″ nord, 8° 45′ 09″ est |                |            |      | Image manquante Téléverser                                                 |
| Chapelle Saint-Jacques de Coggia-Majo                                      | Coggia                  |         | 42° 07′ 15″ nord, 8° 45′ 31″ est |                |            |      | Image manquante Téléverser                                                 |
| Chapelle Saint-Pierre ou San Petru de San Petru                            | Coggia                  |         | 42° 05′ 15″ nord, 8° 43′ 25″ est |                |            |      | Image manquante Téléverser                                                 |
| Chapelle Saint-Roch de Vedolaccia                                          | Coggia                  |         | 42° 06′ 59″ nord, 8° 44′ 48″ est |                |            |      | Image manquante Téléverser                                                 |
| Chapelle funéraire Da Passano Costa de Cognocoli-Monticchi                 | Cognocoli-Monticchi     |         | 41° 49′ 45″ nord, 8° 54′ 18″ est |                |            |      | Image manquante Téléverser                                                 |
| Chapelle de Cristinacce                                                    | Cristinacce             |         | à géolocaliser                   |                |            |      | Chapelle de Cristinacce                                                    |
| Chapelle de Suarella                                                       | Eccica-Suarella         |         | à géolocaliser                   |                |            |      | Image manquante Téléverser                                                 |
| Chapelle San Quilico de Montilati                                          | Figari                  |         | 41° 30′ 55″ nord, 9° 09′ 41″ est | « PA00099092 » | Classé MH  | 1977 | Chapelle San Quilico de Montilati                                          |
| Chapelle Saint-Jean-Baptiste de Pruno                                      | Figari                  |         | 41° 32′ 04″ nord, 9° 08′ 57″ est | « PA00099091 » | Classé MH  | 1977 | Image manquante Téléverser                                                 |
| Chapelle Sainte-Barbe de Pruno                                             | Figari                  |         | 41° 31′ 48″ nord, 9° 08′ 58″ est | IA2A000975     |            |      | Chapelle Sainte-Barbe de Pruno                                             |
| Chapelle San'Petru di Panicala                                             | Forciolo                |         | 41° 51′ 17″ nord, 8° 59′ 40″ est | PA2A000006     | Inscrit MH | 2009 | Chapelle San'Petru di Panicala                                             |
| Chapelle Notre-Dame-de-Lourdes de Grosseto                                 | Grosseto-Prugna         |         | 41° 52′ 04″ nord, 8° 57′ 52″ est |                |            |      | Image manquante Téléverser                                                 |
| Chapelle Saint-Cyr dite San-Quilicu de Guargualé                           | Guargualé               |         | 41° 49′ 50″ nord, 8° 55′ 41″ est |                |            |      | Image manquante Téléverser                                                 |
| Chapelle de Bains de Guitera                                               | Guitera-les-Bains       |         | 41° 54′ 01″ nord, 9° 05′ 42″ est |                |            |      | Image manquante Téléverser                                                 |
| Chapelle san Petru de Guitera-les-Bains                                    | Guitera-les-Bains       |         | 41° 54′ 46″ nord, 9° 05′ 53″ est |                |            |      | Image manquante Téléverser                                                 |
| Chapelle Saint-Laurent de Castellu di Capula                               | Levie                   |         | 41° 43′ 17″ nord, 9° 07′ 59″ est |                |            |      | Chapelle Saint-Laurent de Castellu di Capula                               |
| Chapelle Saint-Pierre-et-Saint-Paul de Gianuccio                           | Monacia-d'Aullène       |         | à géolocaliser                   |                |            |      | Image manquante Téléverser                                                 |
| Chapelle Saint Georges d'Olivese                                           | Olivese                 |         | 41° 50′ 41″ nord, 9° 03′ 40″ est |                |            |      | Image manquante Téléverser                                                 |
| Chapelle de Pilucciu                                                       | Olivese                 |         | 41° 50′ 35″ nord, 9° 03′ 16″ est |                |            |      | Image manquante Téléverser                                                 |
| Chapelle de l'Annonciation dite la Nunziata de Peri                        | Peri                    |         | 42° 00′ 17″ nord, 8° 55′ 15″ est |                |            |      | Chapelle de l'Annonciation dite la Nunziata de Peri                        |
| Chapelle Saint-Antoine dite Sant-Antone de Cavone                          | Peri                    |         | 42° 00′ 18″ nord, 8° 52′ 14″ est |                |            |      | Image manquante Téléverser                                                 |
| Chapelle Sainte-Lucie de Piana                                             | Piana                   |         | à géolocaliser                   |                |            |      | Image manquante Téléverser                                                 |
| Chapelle Notre-Dame-de-l'Immaculée-Conception de Cruciata                  | Pietrosella             |         | 41° 50′ 32″ nord, 8° 47′ 05″ est | IA2A001246     |            |      | Image manquante Téléverser                                                 |
| Chapelle à Pietrosella                                                     | Pietrosella             |         | 41° 50′ 17″ nord, 8° 50′ 38″ est | IA2A000901     |            |      | Image manquante Téléverser                                                 |
| Chapelle de confrérie Sainte-Croix de Porto-Vecchio                        | Porto-Vecchio           |         | 41° 35′ 26″ nord, 9° 16′ 45″ est |                |            |      | Chapelle de confrérie Sainte-Croix de Porto-Vecchio                        |
| Chapelle Sainte-Marie de l'Ospedale                                        | Porto-Vecchio           |         | 41° 39′ 03″ nord, 9° 11′ 40″ est |                |            |      | Chapelle Sainte-Marie de l'Ospedale                                        |
| Chapelle Sainte-Marie de Quenza                                            | Quenza                  |         | 41° 45′ 47″ nord, 9° 08′ 05″ est | « PA00099104 » | Classé MH  | 1976 | Chapelle Sainte-Marie de Quenza                                            |
| Chapelle de Chialza                                                        | Sainte-Lucie-de-Tallano |         | 41° 39′ 28″ nord, 9° 02′ 47″ est |                |            |      | Image manquante Téléverser                                                 |
| Chapelle de Poggio                                                         | Sainte-Lucie-de-Tallano |         | 41° 41′ 55″ nord, 9° 03′ 33″ est |                |            |      | Image manquante Téléverser                                                 |
| Chapelle funéraire de Sainte-Lucie-de-Tallano                              | Sainte-Lucie-de-Tallano |         | à géolocaliser                   |                |            |      | Image manquante Téléverser                                                 |
| Chapelle Saint-Roch de Sainte-Lucie-de-Tallano                             | Sainte-Lucie-de-Tallano |         | 41° 41′ 34″ nord, 9° 04′ 14″ est |                |            |      | Chapelle Saint-Roch de Sainte-Lucie-de-Tallano                             |
| Chapelle Sainte-Lucie de Santa-Maria-Siche                                 | Santa-Maria-Siché       |         | 41° 52′ 29″ nord, 8° 58′ 36″ est | « PA00099108 » | Inscrit MH | 1989 | Image manquante Téléverser                                                 |
| Chapelle de Siché                                                          | Santa-Maria-Siché       |         | à géolocaliser                   |                |            |      | Image manquante Téléverser                                                 |
| Chapelle Sainte-Marie dite Santa-Maria d'Acqua in giù                      | Sari-d'Orcino           |         | à géolocaliser                   |                |            |      | Image manquante Téléverser                                                 |
| Chapelle Sainte-Marie dite Santa-Maria de Sarrola-Carcopino                | Sarrola-Carcopino       |         | à géolocaliser                   |                |            |      | Image manquante Téléverser                                                 |
| Chapelle Saint-Sébastien de Sartène                                        | Sartène                 |         | 41° 37′ 09″ nord, 8° 58′ 25″ est |                |            |      | Chapelle Saint-Sébastien de Sartène                                        |
| Chapelle Sainte-Jeanne-d'Arc de Porto-Pollo                                | Serra-di-Ferro          |         | 41° 42′ 43″ nord, 8° 48′ 08″ est |                |            |      | Image manquante Téléverser                                                 |
| Chapelle Saint-Joseph de Pietra-Rossa                                      | Serra-di-Ferro          |         | 41° 44′ 05″ nord, 8° 49′ 08″ est |                |            |      | Image manquante Téléverser                                                 |
| Chapelle Saint-Marc de Tassinca                                            | Serra-di-Ferro          |         | 41° 45′ 09″ nord, 8° 48′ 34″ est |                |            |      | Image manquante Téléverser                                                 |
| Chapelle Sant'Agostino de Chera                                            | Sotta                   |         | 41° 30′ 03″ nord, 9° 11′ 25″ est | « PA00099121 » | Classé MH  | 1980 | Chapelle Sant'Agostino de Chera                                            |
| Chapelle funéraire de Sagone                                               | Vico                    |         | à géolocaliser                   |                |            |      | Chapelle funéraire de Sagone                                               |
| Chapelle U Campu Santu de Zévaco                                           | Zévaco                  |         | 41° 53′ 27″ nord, 9° 02′ 56″ est |                |            |      | Image manquante Téléverser                                                 |
| Chapelle Saint-Roch de Zicavo                                              | Zicavo                  |         | 41° 54′ 40″ nord, 9° 07′ 47″ est |                |            |      | Image manquante Téléverser                                                 |
| Chapelle Saint-Roch de Zicavo                                              | Zicavo                  |         | 41° 54′ 40″ nord, 9° 07′ 47″ est |                |            |      | Image manquante Téléverser                                                 |
| Chapelle Sainte-Barbe de Pinalleru                                         | Zonza                   |         | 41° 40′ 48″ nord, 9° 22′ 08″ est |                |            |      | Chapelle Sainte-Barbe de Pinalleru                                         |
| Chapelle Sainte-Barbara de Zonza                                           | Zonza                   |         | 41° 44′ 44″ nord, 9° 09′ 26″ est | « IA00071698 » |            |      | Image manquante Téléverser                                                 |
| Chapelle de Paccionitoli                                                   | Zonza                   |         | 41° 43′ 33″ nord, 9° 10′ 30″ est | « IA00071692 » |            |      | Image manquante Téléverser                                                 |
| Chapelle Saint-Césaire de Zonza                                            | Zonza                   |         | à géolocaliser                   | « IA00071699 » |            |      | Image manquante Téléverser                                                 |